# Марко Маринковић (фудбалер)
Марко Маринковић (Ужице, 6. јануара 1994) српски је фудбалер који тренутно наступа за Лозницу.

## Каријера
Маринковић је рођени Ужичанин, а прошао је омладинску школу београдске Црвене звезде. Током сезоне 2012/13. био је уступљен Сопоту, где је своје прве сениорске утакмице одиграо у Српској лиги Београда. Првом тиму је прикључен током лета 2013. те је под вођством тренера Славише Стојановића играо на припремним утакмицама. Сезону 2013/14. започео је као алтернатива штоперском тандему Лазић-Крнета. Седео је на клупи за резервне фудбалере на оба сусрета двомеча другог кола квалификација за Лигу Европе, против Вестманаеје. Нешто касније је прослеђен прволигашу Смедереву, где је остао до краја сезоне. Одазвао се првој прозивци матичног клуба пред следећу такмичарску годину, али је потом наступао за екипу Синђелића. Ту је одиграо већину утакмица и био стрелац два поготка, а током другог дела сезоне носио је и капитенску траку. После летњих припрема са саставом Црвене звезде, Маринковић је отишао на позајмицу у суботички Спартак. У Суперлиги Србије дебитовао је првог дана августа 2015, али је после неколико утакмица склоњен из првог тима тог клуба те је споразум о уступању прекинут. У другом делу сезоне играо је за БСК из Борче и био стрелац 3 поготка на 11 утакмица. Услед преговора са спортском сектором Црвене звезде, професионални уговор раскинуо је почетком јула 2016. За БСК је регуларно наступао до краја исте године. Почетком 2017. прешао је у чачански Борац, потписавши уговор на две и по године. После испадања клуба у нижи степен такмичења раскинуо је уговор. Убрзо је приступио крушевачком Напретку. Био је под уговором са Спартаком из Трнаве, док је пре пандемије ковида 19 одиграо две утакмице за Слободу из Тузле. У јулу 2020. потписао је за Нови Пазар. Током такмичарске 2021/22. наступао је за Будућност из Добановаца. Постигао је два поготка, оба на сусрету са ОФК Бачком из Бачке Паланке. У јуну 2022. постао је члан Силекса. Од 2023. године играч је фудбалског клуба Лозница.

## Репрезентација
Маринковић је био члан кадетске репрезентације Србије код селектора Милована Ђорића. Касније је повремено наступао за млађу омладинску те омладинску репрезентацију Србије.

## Статистика

### Клупска
Ажурирано 9. јануара 2023.
|                              |          |                                   |     |    |   |   |   |   |   |   |     |    |  |  |
| Сопот (позајмица)            | 2012/13. | Српска лига Београд               | 15  | 2  | — | — | — | — | — | — | 15  | 2  |  |  |
|                              |          |                                   |     |    |   |   |   |   |   |   |     |    |  |  |
| Црвена звезда                | 2013/14. | Суперлига Србије                  | —   | —  | — | — | 0 | 0 | — | — | 0   | 0  |  |  |
| Црвена звезда                | 2014/15. | Суперлига Србије                  | —   | —  | — | — | — | — | — | — | 0   | 0  |  |  |
| Црвена звезда                | 2015/16. | Суперлига Србије                  | —   | —  | — | — | 0 | 0 | — | — | 0   | 0  |  |  |
| Црвена звезда                | Укупно   | Укупно                            | —   | —  | — | — | 0 | 0 | — | — | 0   | 0  |  |  |
|                              |          |                                   |     |    |   |   |   |   |   |   |     |    |  |  |
| Смедерево (позајмица)        | 2013/14. | Прва лига Србије                  | 17  | 0  | 1 | 0 | — | — | — | — | 18  | 0  |  |  |
|                              |          |                                   |     |    |   |   |   |   |   |   |     |    |  |  |
| Синђелић Београд (позајмица) | 2014/15. | Прва лига Србије                  | 28  | 2  | 1 | 0 | — | — | — | — | 29  | 2  |  |  |
|                              |          |                                   |     |    |   |   |   |   |   |   |     |    |  |  |
| Спартак Суботица (позајмица) | 2015/16. | Суперлига Србије                  | 5   | 0  | 0 | 0 | — | — | — | — | 5   | 0  |  |  |
|                              |          |                                   |     |    |   |   |   |   |   |   |     |    |  |  |
| БСК Борча (позајмица)        | 2015/16. | Прва лига Србије                  | 11  | 3  | — | — | — | — | — | — | 11  | 3  |  |  |
| БСК Борча                    | 2016/17. | Прва лига Србије                  | 13  | 0  | 2 | 0 | — | — | — | — | 15  | 0  |  |  |
| БСК Борча                    | Укупно   | Укупно                            | 24  | 3  | 2 | 0 | — | — | — | — | 26  | 3  |  |  |
|                              |          |                                   |     |    |   |   |   |   |   |   |     |    |  |  |
| Борац Чачак                  | 2016/17. | Суперлига Србије                  | 9   | 0  | 1 | 0 | — | — | — | — | 10  | 0  |  |  |
| Борац Чачак                  | 2017/18. | Суперлига Србије                  | 18  | 0  | 0 | 0 | — | — | — | — | 18  | 0  |  |  |
| Борац Чачак                  | Укупно   | Укупно                            | 27  | 0  | 1 | 0 | — | — | — | — | 28  | 0  |  |  |
|                              |          |                                   |     |    |   |   |   |   |   |   |     |    |  |  |
| Напредак Крушевац            | 2018/19. | Суперлига Србије                  | 24  | 1  | 3 | 0 | — | — | — | — | 27  | 1  |  |  |
|                              |          |                                   |     |    |   |   |   |   |   |   |     |    |  |  |
| Спартак Трнава               | 2019/20. | Суперлига Словачке                | 3   | 0  | 0 | 0 | 0 | 0 | — | — | 3   | 0  |  |  |
|                              |          |                                   |     |    |   |   |   |   |   |   |     |    |  |  |
| Слобода Тузла                | 2019/20. | Премијер лига Босне и Херцеговине | 2   | 0  | — | — | — | — | — | — | 2   | 0  |  |  |
|                              |          |                                   |     |    |   |   |   |   |   |   |     |    |  |  |
| Нови Пазар                   | 2020/21. | Суперлига Србије                  | 22  | 0  | 0 | 0 | — | — | — | — | 22  | 0  |  |  |
|                              |          |                                   |     |    |   |   |   |   |   |   |     |    |  |  |
| Будућност Добановци          | 2021/22. | Прва лига Србије                  | 28  | 2  | 0 | 0 | — | — | — | — | 28  | 2  |  |  |
|                              |          |                                   |     |    |   |   |   |   |   |   |     |    |  |  |
| Силекс                       | 2022/23. | Прва лига Македоније              | 2   | 0  | — | — | — | — | — | — | 2   | 0  |  |  |
|                              |          |                                   |     |    |   |   |   |   |   |   |     |    |  |  |
| Каријера                     | Каријера | Каријера                          | 197 | 10 | 8 | 0 | 0 | 0 | — | — | 205 | 10 |  |  |
|                              |          |                                   |     |    |   |   |   |   |   |   |     |    |  |  |